# Zahořany (district de Domažlice)
Pour les articles homonymes, voir Zahořany.
Zahořany (en allemand : Sahorschan) est une commune du district de Domažlice, dans la région de Plzeň, en Tchéquie. Sa population s'élevait à 977 habitants en 2017.

## Géographie
Zahořany se trouve à 6 km à l'est du centre de Domažlice, à 44 km au sud-ouest de Plzeň et à 126 km à l'ouest-sud-ouest de Prague.
La commune est limitée par Chrastavice, Milavče et Blížejov au nord, par Hradiště et Němčice à l'est, par Kdyně, Kout na Šumavě , Spáňov et Mrákov au sud, et par Domažlice à l'ouest.

## Histoire
La première mention écrite de la localité date de 1239.

## Administration
La commune se compose de six quartiers :
- Bořice
- Hříchovice
- Oprechtice
- Sedlice
- Stanětice
- Zahořany